# فاينغلوري

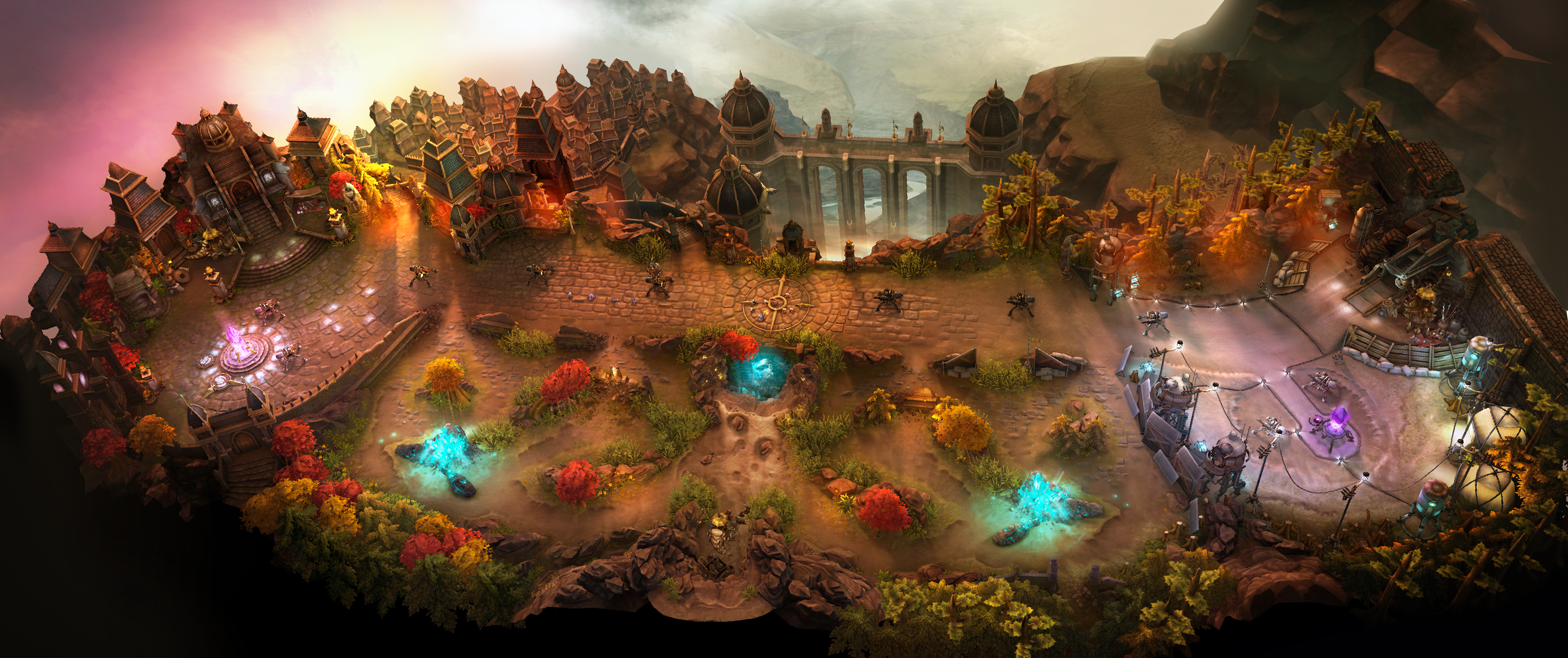
فاينغلوري أثناء اللعب

فاينغلوري (بالإنجليزية: Vainglory) هي لعبة فيديو إستراتيجية جماعية طورت من قبل سوبر إيفل ميغاكروب (بالإنجليزية: Super Evil MegaCrop) وهي بنظام أندرويد وآي أو إس
وهي لعبة جماعية حيث يواجه كل خصم صديقه فيبدآن بالتبارز والإثبات أنهما أقوى.

## وصلات خارجية
- الموقع الرسمي